# WUBG
WUBG es una emisora de radio situada en Plainfield, Indiana, que emite para el Área metropolitana de Indianápolis a través de la FM 98.3. La estación pertenece a iHeartMedia.

## Historia
En marzo de 1994, James Thomas Barlow recibió autorización de la Comisión Federal de Comunicaciones para construir una estación de radio de 3000 watts en Plainfield. La estación salió al aire como WJMK en 1964, transmitiendo el formato variedad. Fue la primera estación en el condado de Hendricks y (en agosto de 1964) una de las cuatro estaciones de FM en el área de Indianápolis que emitían en estéreo.
En 1974, la estación fue vendida A&R Broadcasting, Inc. y cambió su indicativo por WART-FM.
En 1980, A&R Broadcasting vendió la estación Radio One Five Hundred Inc. (dueño de WBRI) y cambió su formato por el  Cristiano. El 15 de diciembre de 1980 cambió su indicativo por WXIR.
El 5 de marzo de 2003, WXIR fue vendida ABC, Inc. (subsidiaria de The Walt Disney Company) por $5.75 millones. La aplicación para el traspaso fue aceptada para su presentación por la FCC el 20 de marzo y aprobada el 6 de mayo. La venta fue consumada el 1 de julio y se convirtió en la filial de Radio Disney en el Área metropolitana de Indianápolis.> El 19 de agosto de 2003, Disney cambió su indicativo por WRDZ-FM.
En 2004, WRDZ-FM comenzó a transmitr con el sistema HD Radio y, desde entonces, está autorizadaa para transmitir bajo ese sistema.
En agosto de 2014, Disney puso en venta 23 estaciones Radio Disney (entre ellas, WRDZ-FM) con el objetivo de centrarse más en las plataformas digitales. Originalmente, Disney planeó cerrar temporalmente las estaciones el 26 de septiembre, sin embargo, se mantuvieron en el aire y continuaron llevando la programación de Radio Disney hasta que las estaciones fuesen vendidas.
En abril de 2015, surgieron rumores de que iHeartMedia compraría la estación y voltearía el formato a Country como "Big 98.3", siendo similar a las emisoras que tiene en Pittsburgh y Chicago bajo el nombre de "Big". Esos rumores solo salieron porque la empresa registró el dominio Big983Indy.com ese mismo. Esos rumores fueron confirmado el 29 de mayo de 2015; ese, Radio Disney Group (la subsidiaria de Disney que maneja la licencia) presentó una solicitud para vender WRDZ-FM a la filial de iHeartMedia Capstar TX, LLC. iHeart compró WRDZ-FM (and KWDZ) por $ 1.95 millones de dólares y operaría la estación bajo un acuerdo de marketing local (cosa que nunca sucedió); La venta fue aprobada por la Comisión Federal de Comunicaciones el 14 de julio de 2015. y completada el 17 de julio de 2015. El indicativo cambió por el de WUBG.

## Programación
En sus comienzos, la estación (cuando era WJMK) emitía música y noticias, con tiempo dado a los deportes y las secciones de asuntos locales. La hora de la programación era 06 a. m. a 12:30 a. m. de lunes a viernes de 7 a. m. a 1 a. m. los sábados y de 8 a. m. a la medianoche los domingos.
Desde 2003 hasta el 17 de julio de 2015, WUBG (cuando WRDZ-FM) emitía la programación de la cadena radial Radio Disney, que transmitía un formato radial de música contemporánea, excepto los días de semana al mediodía (12:00-1:00 p. m.) cuando se emitía programación para niños. Además, WRDZ-FM producida localmente un espectáculo asunto público llamado Kids Concern Show, que se emitía a las 6:30 de la mañana del sábado. Para 2014, WRDZ-FM era la única estación afiliada a Radio Disney que transmitía en Frecuencia Modulada.
El 17 de julio de 2015 a las 4:00 p. m. hora local de Indiánapolis, la estación ahora llamada WUBG volcó al formato musical Country, uniéndose a las emisoras WFMS (de Cumulus Media) y WLHK (de Emmis Communications). Desde septiembre, WUBG transmite el programa The Bobby Bones Show de la cadena radial de Sindicación Premiere Networks, de iHeartMedia. Algunos sitios web especializados en radios reportaron que el programa original mente iba a emprezar a emitirse el 16 de agosto.